# Safareig públic (la Pobla de Claramunt)
El Safareig públic és una obra de la Pobla de Claramunt (Anoia) protegida com a Bé Cultural d'Interès Local.

## Descripció
Bassa rectangular d'uns 4 x 1,75m. aproximadament (que s'ha realitzat aprofitant algunes pedres treballadors possiblement d'altres construccions). Va ser interessant trobar-hi en una d'aquestes pedres, centrada al mig del mur llarg del safareig la data:1784. Cobert per un sostre a una vessant sostingut per 3 pilars de maó. Sembla que està repenjat a part del mur de l'antiga muralla, o sigui que es troba al raval. Les aigües d'aquest safareig van a parar a 2 de més petits situats a un nivell inferior però de construcció molt més tardana.

## Història
Podria ser del segle xviii, no se sap si anteriorment ja n'hi havia un en aquest lloc.